# Grön påfågel
Grön påfågel (Pavo muticus) är en hönsfågel i familjen fasanfåglar. Den förekommer i Indien, Bangladesh och Sydostasien. Den minskar kraftig i antal och kategoriseras som starkt hotad av Internationella naturvårdsunionen.

## Utseende
Grön påfågel är längre och smäckrare än den vanliga påfågeln. Fjäderhuvan består av tio till tolv upprättstående fjädrar. Huvudet och huvan är blågröna, i samma färg som bröstet och halsen. Fjädrarna på bröstet och halsen har dock även guldröda eller gulgröna bräm som är metallglänsande. Vingtäckarna har en mörkblå färg med ett grönt skimmer. Hönan har visserligen inget stjärtsläp, men är till skillnad från påfågeln, likfärgad tuppen. Tuppen kan bli tre meter lång med sitt släp.

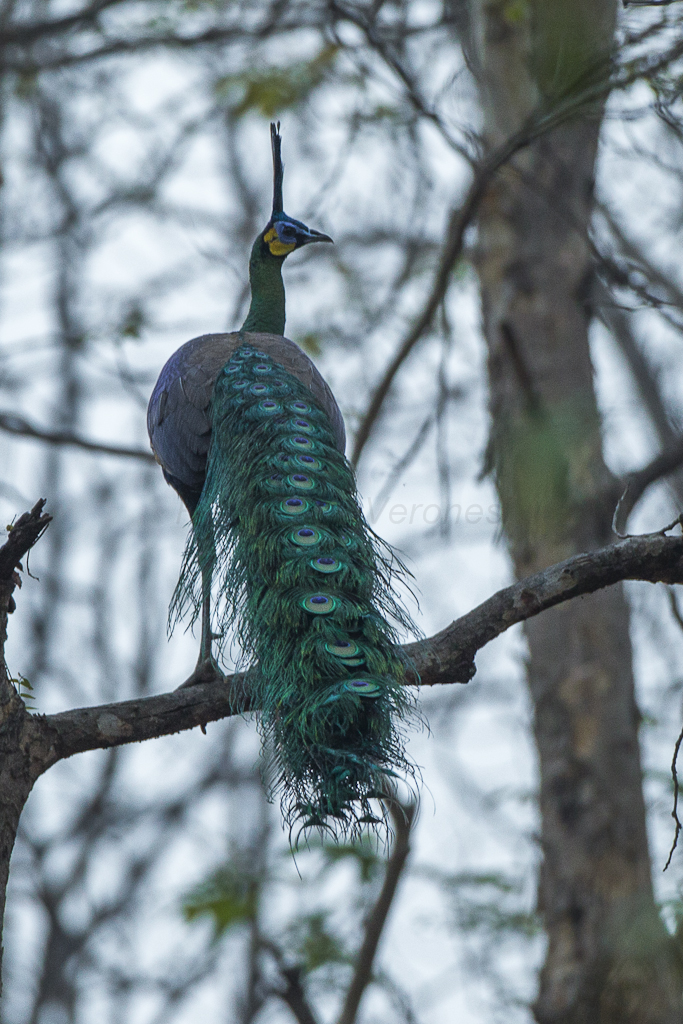
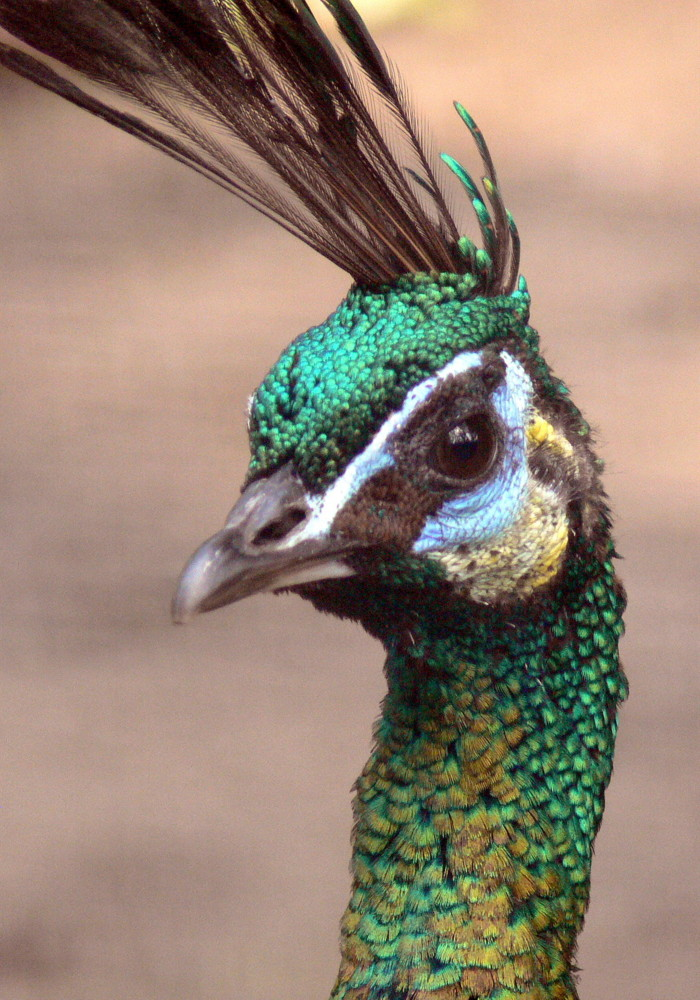

## Utbredning och systematik
Grön påfågel förekommer i Indien och Sydostasien och delas in i tre underarter med följande utbredning:
- Pavo muticus spificer – förekommer från nordöstra Indien och sydöstra Bangladesh till nordvästra Myanmar
- Pavo muticus imperator – förekommer från Burma till Thailand, södra Kina och Indokina
- Pavo muticus muticus – förekommer lokalt på Java, tidigare även på Malackahalvön

## Ekologi
Grön påfågel lägger fyra till åtta ägg i ett näste på marken. Födan utgörs av frön, frukt och insekter. Historiskt har den rapporterats från ett antal olika levnadsmiljöer, men idag är den i huvudsak begränsad till torr lövskog, allra helst nära ostörda floder och våtmarker.

## Status och hot
Denna art är mycket svårare än den vanliga påfågeln att hålla i parker, då den är ömtålig och känslig. Även i sin naturliga miljö är den sällsynt, minskar kraftigt och riskerar utrotning. Internationella naturvårdsunionen kategoriserar arten som starkt hotad. Förbättrade mätmetoder har dock lett till en uppvärdering av världspopulationen, från tidigare 10 000–20 000 adulta invidiver till 15 000–30 000 adulta individer.

## Namn
Fågeln har på svenska även kallats grönhalsad påfågel.